# Chicago and Erie Railroad
Le Chicago and Erie Railroad (C&E), anciennement Chicago and Atlantic Railway, était une compagnie américaine de chemin de fer de classe I qui opéra de 1871 à 1941 dans l'Ohio, l'Indiana et l'Illinois.

## Histoire
Il fut créé en 1871 sous le nom de Chicago, Continental and Baltimore Railway, puis fut rebaptisé  Chicago and Atlantic Railway en 1873. Son terminus ouest se trouvait à Hammond, Indiana dans les faubourgs de Chicago, tandis que son terminus est était situé à Marion, Ohio. Il rencontra des difficultés financières, et subit plusieurs réorganisations internes ainsi que des changements de noms. Il fit banqueroute en 1890, et réapparut sous le nom de Chicago and Erie Railroad, avec John G McCullough à sa présidence. Son réseau constituait une importante connexion entre Chicago, Illinois et Columbus, Ohio.
En 1895, il fut racheté par l'Erie Railroad (ERIE), mais conserva son nom et son identité jusqu'à sa consolidation dans l'Erie en 1941. 